# IC 442
IC 442 је елиптична галаксија у сазвјежђу Жирафа која се налази на листи објеката дубоког неба у Индекс каталогу.
Деклинација објекта је + 82° 58' 8" а ректасцензија 6h 36m 11,9s. Привидна величина (магнитуда) објекта IC 442 износи 13,4 а фотографска магнитуда 14,4. IC 442 је још познат и под ознакама UGC 3470, MCG 14-4-3, CGCG 362-22, KCPG 113A, CGCG 363-5, NPM1G +83.0016, PGC 19306.